# Fruze
Fruze est une ancienne commune française du  département des Vosges, rattachée à celle de Soulosse-sous-Saint-Élophe depuis 1964.

## Géographie
Sur le plan hydrographique, Fruze est traversé par la Frezelle.

## Toponymie
Le nom de cette localité est mentionné sous la graphie Fruse en 1303.

## Histoire
Le village de Fruze ou Fruxe dépendait anciennement de la baronnie du Châtelet dans le duché de Lorraine. L'abbé Bexon dit qu'il y eut un camp romain, mais il ne donne aucun détail sur cet établissement et ne dit pas sur quelles preuves il s'appuie pour attester son existence.
Le 1er juillet 1964, la commune de Fruze est rattachée sous le régime de la fusion simple à celle de Soulosse, qui devient Soulosse-sous-Saint-Élophe.

## Démographie
| 1793 | 1800 | 1806 | 1821 | 1831 | 1836 | 1841 | 1846 | 1856 |
| ---- | ---- | ---- | ---- | ---- | ---- | ---- | ---- | ---- |
| 94   | 112  | 112  | 182  | 143  | 142  | 158  | 151  | 148  |

| 1861 | 1866 | 1876 | 1881 | 1886 | 1891 | 1896 | 1901 | 1906 |
| ---- | ---- | ---- | ---- | ---- | ---- | ---- | ---- | ---- |
| 139  | 135  | 123  | 115  | 113  | 103  | 99   | 86   | 86   |

| 1911 | 1921 | 1926 | 1931 | 1936 | 1946 | 1954 | 1962 | - |
| ---- | ---- | ---- | ---- | ---- | ---- | ---- | ---- | - |
| 95   | 91   | 102  | 90   | 77   | 64   | 82   | 83   | - |